# Florinda

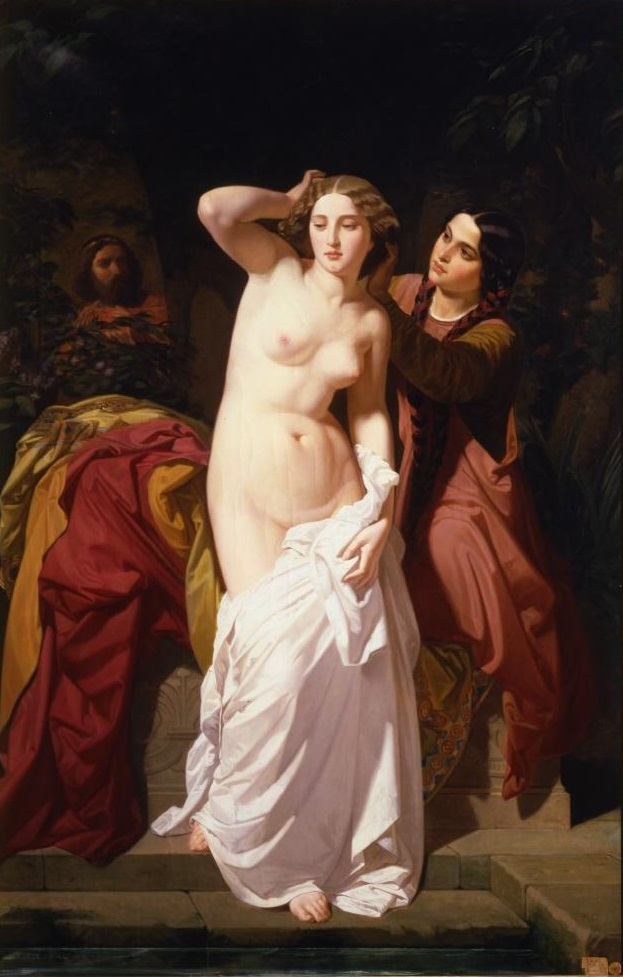
La Cava sortint del bany (1854), obra d'Isidoro Lozano Sirgo. Reial Acadèmia de Belles Arts de Sant Ferran, Madrid.

Florinda, anomenada La Cava i també ocasionalment Oliba, és un personatge llegendari medieval de la història d'Espanya. Es tracta d'una noble de Ceuta del segle VIII, filla del comte Julià, la qual va servir per explicar la caiguda del regne visigot a mans dels musulmans.

## Llegenda
En termes generals, la llegenda diu que La Cava era la filla del comte Julià, governador de la zona de l'estret de Gibraltar, el qual va enviar-la a la cort de Toledo, com era tradició de l'estament nobiliari, per a ser educada en ambient que es considerava segur.
Esdevinguda dama de la cort, els textos afirmen que era una dona de gran bellesa que hauria pràcticament encantat el rei, que en habitualment s'acostuma a identificar amb Roderic, tot i que alguns també l'han identificat amb Vítiza. Un dia el rei la va fer cridar i va declarar-li el seu amor, però ella se'n va defensar i va refusar els múltiples intents de mantenir relacions, fins que un dia el monarca l'hauria forçat i, finalment, violat. Els següents dies, La Cava hauria dissimulat el seu enuig i va informar discretament el seu pare. Quan el comte va saber d'aquests fets, va conspirar amb els musulmans instal·lats al nord d'Àfrica, els quals tenien plans d'envair la península i els va facilitar l'entrada a través de l'estret. A partir d'aquí, el relat s'uneix amb la història, quan els musulmans arriben a la península i el rei Roderic els enfronta a la batalla de Guadalete (711).

## Significat
El relat de La Cava i del seu pare tenen una importància cabdal per explicar els motius de la ràpida conquesta islàmica de la península, tant per la banda cristiana com per la musulmana. Malgrat sembla un personatge secundari en el relat, La Cava té un paper essencial, perquè la seva violació es va marcar com el començament del que hom ha anomenat «la pèrdua d'Espanya» o «la destrucció d'Espanya», que marca l'inici del mite fundacional de l'Espanya actual a partir de la restauració del territori perdut. Segons Patricia E. Grieve, aquest personatge ha estat comparat al d'altres dones llegendàries com Eva o Helena de Troia. És a dir, la dona té un paper actiu en l'escàndol sexual a la cort visigoda, però també negatiu, per les connotacions que té l'acte. En definitiva, esdevé la culpable de la pèrdua –com la del Jardi de l'Edèn en el cas d'Eva– i no pas el monarca autor de la violació, al qual pràcticament els cronistes exoneren.

## Arts
Tot i ser un relat que els historiadors contemporanis van refusar i van considerar apòcrifa i llegendària, el personatge de La Cava –així com el del comte Julià– va esdevenir una figura important d'obres romàntiques i tragèdies de la literatura espanyola fins al segle xix, que es va anar reinterpretant amb motius folklòrics.